# Euryopis talaveraensis
Euryopis talaveraensis är en spindelart som beskrevs av Gonzalez 1991. Euryopis talaveraensis ingår i släktet Euryopis och familjen klotspindlar. Inga underarter finns listade i Catalogue of Life.